# Правительство Восточного Туркестана в изгнании
Правительство Восточного Туркестана в изгнании (уйг. شەرقىي تۈركىستان سۈرگۈندى ھۆكۈمىتى, Шерқий Түркистан Сүргүнди Һөкүмити, Sherqiy Türkistan Sürgündi Hökümiti‎) — парламентское правительство в изгнании, созданное в США уйгурами, казахами и другими народами Восточного Туркестана (на данный момент — Синьцзян-Уйгурского автономного района). Правительство в изгнании считает себя единственным органом, представляющим Восточный Туркестан и его народ на международной арене.
Хотя организация была учреждена в Капитолии в Вашингтоне, официального признания США она не получила. Китайская Народная Республика ещё в 2004 году выступили резко против создания такого правительства в изгнании.

## Должности
Восточный Туркестан находился в ведении Китайской Народной Республики как Синьцзян-Уйгурский автономный район, что правительство в изгнании считает незаконной военной оккупацией. Позиция правительства в изгнании заключается в том, что «Восточный Туркестан и его народ имеют долгую историю независимости». Оно не считают себя «сепаратистами», потому что считают, что «невозможно отделиться от того, к чему вы не принадлежите». Позиция КНР утверждает, что интеграция Восточного Туркестана / Синьцзяна в КНР в 1949 году была «мирным освобождением», и что этот регион «долгое время был частью Китая».
Правительство Восточного Туркестана в изгнании описывает себя как демократически избранное парламентское правительство в изгнании, которое стремится положить конец «китайской оккупации и колонизации» Восточного Туркестана, который Китай называет «Синьцзян-Уйгурским автономным районом», и стремится «восстановить независимость Восточного Туркестана», что потребует форма демократической парламентской республики с защитой гражданских свобод для всех групп населения региона. Оно созвало восемь Генеральных ассамблей с момента своего создания в 2004, 2006, 2008, 2009, 2011, 2013, 2015 и 2019 годах. Сама организация базируется в основном в Вашингтоне, округ Колумбия, где проживает крупная уйгурская община.

## Формирование
Раскол Национального центра/Конгресса Восточного Туркестана (НКВТ) по вопросу независимости и автономии в начале 2004 года привел к формированию Всемирного уйгурского конгресса, который отверг независимость в пользу автономии и правительства Восточного Туркестана в изгнании, которое отвергло автономию и выступал за независимость. Правительство Восточного Туркестана в изгнании было официально объявлено 14 сентября 2004 года в зале HC-6 Капитолия Соединенных Штатов в Вашингтоне, округ Колумбия, членами глобального сообщества Восточного Туркестана под руководством Анвара Юсуфа Турани. Ахмат Игамбарди, который ранее был председателем первого Международного Конгресса Восточного Туркестана, созданного в 1992 году, был избран присутствующими делегатами президентом, а Турани был избран премьер-министром. Позже в начале 2006 года Турани был привлечен к ответственности за нарушение конституции правительства Восточного Туркестана в изгнании.

## Цели
Правительство Восточного Туркестана в изгнании зарекомендовало себя как светское, плюралистическое и демократическое правительство, которое стремится положить конец оккупации и колонизации Восточного Туркестана, ныне известного как Синьцзян-Уйгурский автономный район Китая, и гарантирует права человека и свободу для всех. Правительство в изгнании пытается отыграться как республика. Оно созвало 8 Генеральных ассамблей с момента своего создания в 2004, 2006, 2008, 2009, 2011, 2013, 2015 и 2019 годах. Главный офис правительства в изгнании находится в Вашингтоне, округ Колумбия, где проживает большая уйгурская диаспора. Имеет членов более чем в 12 странах. Правительство Восточного Туркестана в изгнании не имеет никакой связи с Исламским движением Восточного Туркестана, хотя Китай протестует против создания правительства Восточного Туркестана в изгнании и заявляет, что они «террористы и сепаратисты», что является недостатком, называя его родиной Восточный Туркестан.

## Признание Восточного Туркестана
Правительство Восточного Туркестана в изгнании активно призывало США и другие правительства и организации по всему миру признать Восточный Туркестан оккупированной страной. Оно также осуждает использование китайского термина «Синьцзян» для обозначения уйгурской и тюркской родины Восточного Туркестана.